# Almanach cracoviense ad annum 1474

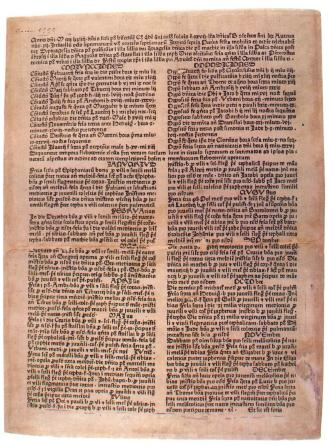
Única cópia existente de Almanach cracoviense ad annum 1474.

Almanach cracoviense ad annum 1474 (em português:  Almanaque cracoviano para o ano de 1474) é um calendário astronômico para o ano de 1474. Trata-se do impresso mais antigo da Polônia. Este incunábulo, também conhecido como Calendarium cracoviense (Calendário cracoviano), foi publicado em 1473 na cidade de Cracóvia por Kasper Straube, um tipógrafo bávaro que atuou na região entre 1473 e 1476.
Assim como os outros almanaques e calendários de sua época, o Almanach lista os feriados da Igreja Católica e informações astronômicas, como oposição e conjunção dos planetas. Também oferece conselhos médicos, listando os melhores dias para sangria, dependendo da idade e da condição do paciente. O texto do Almanach está em latim.
À época de sua publicação, a tecnologia de impressão com prensa móvel tinha apenas vinte anos de idade e estava praticamente confinada aos alemães que, a partir da década de 1470, espalharam-na amplamente por toda a Europa. Impressões começaram a aparecer na França e na Holanda no começo daquela década e, após 1473, na Inglaterra e na Espanha.
A única cópia existente do Almanach mede 37 cm por 26,2 cm e se encontra sob os cuidados da Universidade Jaguelônica.